# Syrakus (Wein)

DOC Siracusa (früher Moscato di Siracusa DOC)

Syrakus hat eine Jahrtausende alte Weinbautradition, die mit Sicherheit auf die erste griechische Besiedelung und Stadtgründung im 8. Jahrhundert vor Christus zurückgeht, möglicherweise aber noch älter ist. Seit 1973 besteht innerhalb der Kommunalgrenzen von Syrakus die DOC/DOP (Denominazione di Origine controllata/protetta) Moscato di Siracusa DOC, die 2011 in Siracusa DOC umbenannt wurde. Zuletzt wurde die Denomination im Jahr 2014 aktualisiert. Südlich und westlich schließt die bedeutend größere DOC Noto (früher Moscato di Noto) an, die ebenfalls für einen Muskatwein berühmt ist.

## Geschichte
Der Ursprung dieser Weine wird auf ein, in antiken Quellen Pollium Syracusae genanntes Produkt zurückgeführt, das zur Zeit des mythischen, historisch nicht fassbaren Tyrannen Pollio Argivo im 8. Jahrhundert v. Chr. in der Region gekeltert worden sein soll. Auch der von Plinius dem Älteren Haluntium genannte, süße Wein soll aus Syrakus stammen, allerdings liegt das antike Haluntium, das heutige San Marco d’Alunzio an der Nordostküste Siziliens, gut 200 Kilometer von Syrakus entfernt. Der Moscato di Siracusa wäre demzufolge der älteste Wein der Insel, ein Prädikat, das jedoch auch von anderen Regionen, insbesondere der Nachbar-DOC Noto und ihrem Hauptprodukt, dem Moscato di Noto beansprucht wird. Muskatweine (darunter wahrscheinlich auch Likörweine) aus Syrakus waren das gesamte Mittelalter über bis gegen Ende des 19. Jahrhunderts ein geschätztes und stark nachgefragtes Exportprodukt. Neben dem weißen, scheint es auch einen roten Muskat gegeben zu haben, von dem heute aber nichts mehr bekannt ist. Die Denomination wurde zwar 1973 als Moscato di Siracusa DOC eingerichtet und reglementiert, der Wein selbst verschwand jedoch in den folgenden Jahren völlig aus dem Portfolio der wenigen verbliebenen Betriebe. Erst 1997 wurden wieder die ersten Weine dieser Art in Syrakus gekeltert. Heute erzeugen sieben Kellereien in sehr kleinem Umfang Muskatweine.
Der ursprüngliche Name Moscato di Siracusa, bezog sich auf das bekannteste Produkt, einen süßen Dessertwein, das, einstmals hochberühmt und geschätzt, zwischenzeitlich völlig verschwunden war, und erst in den letzten Jahren wieder in sehr kleinen Quantitäten erzeugt und vermarktet wird. Neben vielen anderen Faktoren war auch die Konkurrenz des Moscato di Noto, der als begehrtester und teuerster seiner Art in Sizilien galt, am Niedergang und zeitweiligen Verschwinden des Muskatweines aus Syrakus beteiligt. Legendenhaft wird der Ursprung dieses Weins bis in die früheste Gründungszeit der Stadt durch griechische Kolonisten zurückgeführt, weshalb er gelegentlich als der älteste Siziliens bezeichnet wird. Mit der Umbenennung der Denomination wurden auch die Namen der beiden Hauptprodukte in Siracusa Moscato und Siracusa Passito geändert, doch werden die Weine häufig weiter unter dem alten und bekannteren Namen in den Handel gebracht.
Neben dem Moscato di Pantelleria und dem Moscato di Noto ist der Siracusa Moscato der dritte international bekannte Süßwein Siziliens, der reinsortig aus Muskattrauben, in diesem Falle aus der Gelben Muskateller gekeltert wird.

## Lage, Böden und Klima

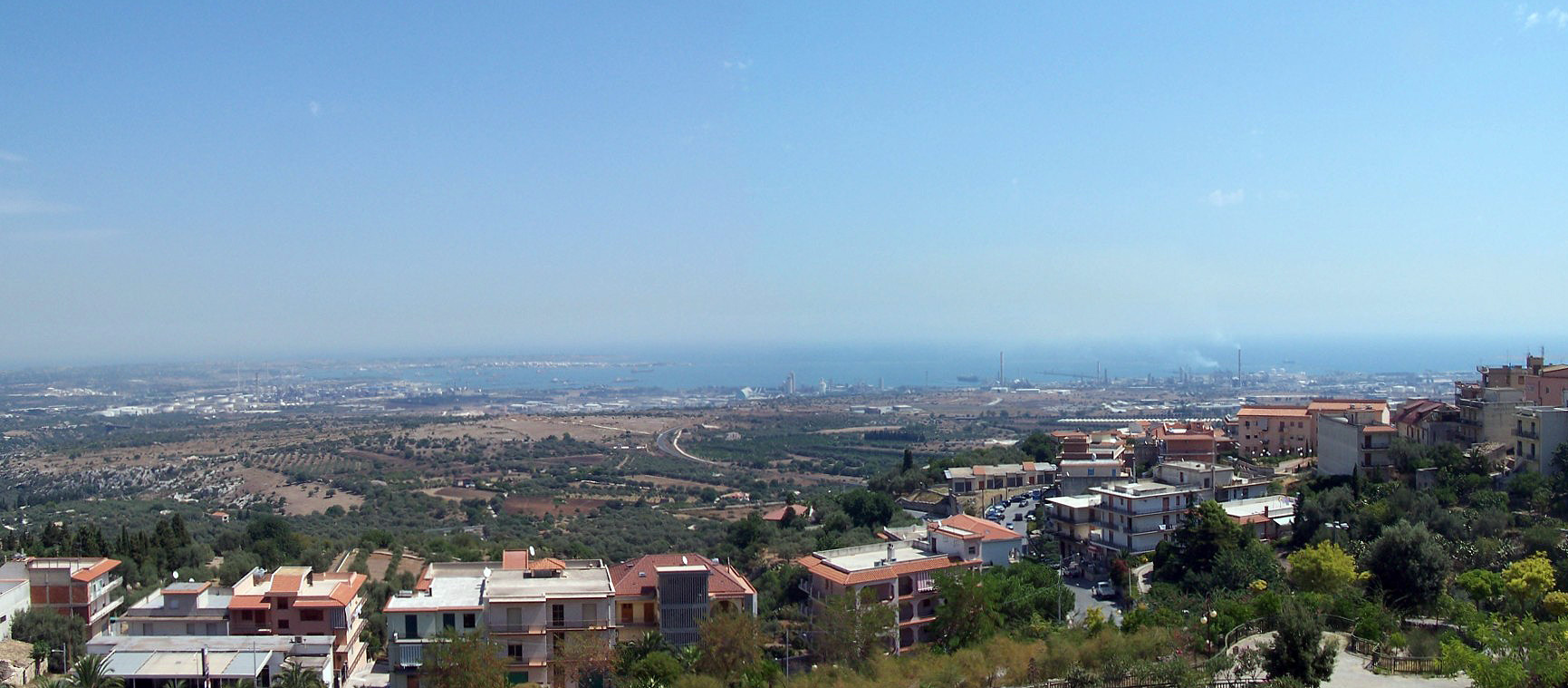
Teilweise landwirtschaftlich genutzte Flächen. Im Hintergrund petrochemische Werke

Die DOC Siracusa liegt fast zur Gänze innerhalb der Grenzen der Stadt Syrakus im Freien Gemeindekonsortium Syrakus. 1848 betrug die geschätzte Rebfläche im Gebiet der heutigen DOC noch 1400 Hektar, heute sind es weniger als 40 Hektar. Die heutigen Rieden liegen vor allem im Westen des Gebietes, etwa auf halbem Wege zwischen Syrakus und Floridia, sowie im äußersten Norden der Denomination in einem Küstenstreifen am Ionischen Meer. Die Gründe für den Niedergang sind in den meisten vor allem Süßweine produzierenden Weingebieten ähnlich: Die Reblauskatastrophe, die Syrakus in den späten 80er Jahren des 19. Jahrhunderts erreichte, und der bald darauf einsetzende starke Nachfragerückgang nach Weinen dieser Art, führten dazu, dass viele Rieden nicht mehr neu bestockt wurden. Für das Weinbaugebiet Syrakus zusätzlich erschwerend war, dass sich die Stadt in früher landwirtschaftlich genutzte Regionen ausbreitete und riesige Betriebe, insbesondere der petrochemischen Industrie sich entlang der Küste und in den ehemaligen Weinbaugebieten ansiedelten. Neben dem Flächenverlust verursachten und verursachen diese Betriebe gravierende Umweltschäden, die zum Teil jede landwirtschaftliche Produktion in noch unbebauten Arealen unmöglich machen. In der Region wird dieses Gebiet Trinacria nera (=Schwarzes Dreieck) genannt.
Dort, wo Weinbau möglich ist, wird er auf vulkanischen, zum Teil auch auf kalkhaltigen, leichten und durchlässigen Böden betrieben. Wasserstress ist im Gebiet kaum ein Thema, da die Reben ausreichend Grundwasser führende Schichten erreichen.
Das Klima ist mediterran, mit heißen, trockenen Sommern und sehr milden, feuchten Wintern. Im Juni, Juli und August fällt kaum Niederschlag, die Durchschnittstemperaturen liegen nahe oder über 30 °C. Höchstwerte an die 35 °C und darüber sind häufig. In den Wintermonaten regnet es ausreichend, Frosttage sind sehr selten.

## Erzeugung
Laut der Denomination können folgende Weine erzeugt werden:
Verschnittweine:
- Siracusa bianco – muss zu mindestens 40 % aus Moscato bianco bestehen. Höchstens 60 % andere weiße Rebsorten, die für den Anbau in der Region Sizilien zugelassen sind, dürfen zugesetzt werden.
- Siracusa rosso – muss zu mindestens 65 % aus Nero d’Avola bestehen. Höchstens 35 % andere rote Rebsorten, die für den Anbau in der Region Sizilien zugelassen sind, dürfen zugesetzt werden.

Fast sortenreine Weine:

(Sie müssen zu mindestens 85 % aus der genannten Rebsorte bestehen. Höchstens 15 % andere analoge Rebsorten, die für den Anbau in der Region Sizilien zugelassen sind, dürfen zugesetzt werden.)
- Siracusa Moscato und Siracusa Passito (Moscato bianco)
- Siracusa Moscato Spumante
- Siracusa Nero d’Avola
- Siracusa Syrah

Bekannteste und qualitativ anspruchsvollste Produkte sind die zu 85 % aus Trauben der Gelben Muskateller gewonnenen Muskatweine Siracusa Moscato DOC (früher Moscato di Siracusa) und der Siracusa Passito DOC (früher Moscato di Siracusa Passito).
Außer den beiden Dessertweinen können noch folgende Produkte als DOC-zertifizierte Weine vermarktet werden: Zwei trockene Rotweine (einer zu 85 % aus Nero d’Avola, der andere zu 85 % aus Syrah), ein trocken oder süß ausgebauter Spumante, zu 85 % aus der Gelben Muskateller sowie ein Siracusa bianco genannter Weißwein, (zu 40 % aus der Gelben Muskatellertraube, der Rest aus auf Sizilien zugelassenen weißen Rebsorten). Als Beiweine finden sich in diesen Cuvées gelegentlich solche aus der ehemals in der Region sehr geschätzten Albanello Bianco (die jedoch heute weitgehend aus dieser Denomination sowie aus ganz Sizilien verschwunden ist), und ein rosso, der zu 65 % aus der Nero d’Avola bestehen muss. Die eher große, nicht immer die Weinqualität fördernde Weinvielfalt ist für viele sizilianische DOCs typisch.
Der Moscato wird trocken oder süß ausgebaut. Trockene Muskatweine aus Syrakus sind von hellgelber Farbe und weisen meist ein Alkoholgrad von 13–14 Volumenprozent, bei 4–5 Gramm/Liter Gesamtsäure auf. Sie kommen sehr selten in den Handel. Die süße Variante ist leuchtend goldgelb, später leicht bernsteinfarben, sie sind etwas alkoholschwächer, der Restzucker liegt bei etwa 20–30 Gramm/Liter. Beiden Weinen ist ein intensives Muskataroma eigen, bei gut gemachten jungen süßen Weinen zeigt sich ein frischer Orangenton, während gut gealterte verstärkt Noten von Trockenfrüchten, insbesondere von Rosinen und Aprikosen aufweisen.
Der Moscato di Siracusa Passito kommt immer dolce (süß) auf den Markt, doch ist er mit einem Restzuckergehalt um die 40–60 Gramm/Liter vom Geschmackseindruck her eher abboccato (halbsüß). Jung ist er leuchtend orangegelb, gealtert bekommt er Bernstein- und Kupfertöne. Er wird aus mindestens 21 Tage lang luftgetrockneten spät gelesenen Trauben (Ende August bis Anfang September) hergestellt. Die Frucht- und Blütenaromen sind bei diesen, meist um die 15 Volumenprozent Alkohol aufweisenden Weinen, intensiver, während der sortentypische Muskatton etwas weniger deutlich ist. Beide Weine waren bemerkenswerte Produkte; ob die modernen Muskatweine aus der Region an die alte Qualität anschließen können, lässt sich noch nicht abschätzen.
Die weiteren Weine dieser Denomination waren lange Zeit nur regional vertriebene Durchschnittsware; erst mit Beginn unseres Jahrhunderts wurden wieder größere Investitionen in Weinberge und Kellertechnik unternommen, die die Produktion hochwertiger Weine ermöglichen, von denen einige beachtliche Beispiele bereits in den internationalen Handel gelangten. Insbesondere erlauben es die kalkhaltigen Böden im Norden der Denomination, Weine mit einer, für südliche Verhältnisse ausgezeichneten Säurestruktur zu keltern. Auch Weine aus der internationalen, gut an Hitze angepassten Rotweinrebe Syrah zeigen ein vielversprechendes Potential.
Bis in die 1930er Jahre waren das Gebiet von Syrakus und die westlich anschließenden Weinbaugebiete von Floridia auch für trockene und süße Weißweine aus der Albanello bekannt, von denen vor allem die trockene Variante, die an einen etwas leichteren, trockenen Marsala erinnerte, besonders geschätzt wurde. Heute sind Weine dieser Rebe in einigen Siracusa bianco gelegentlich zu einem geringen Anteil vertreten, sortenrein stellt erst seit 1998 eine Kellerei wieder einen trockenen, sehr alkoholstarken Albanello her.